# Synkronsvømning under sommer-OL 2020
Synkronsvømning under Sommer-OL 2020 bliver afviklet over to konkurrencer med deltagelse af i alt 104 udøvere, der udelukkende er damer. Konkurrencerne er duet samt holdkonkurrence.. Ved OL er der siden 2000 kun konkurreret i duet samt holdkonkurrence. Tidligere, fra 1984, var der også en individuel konkurrence, men denne var med for sidste gang i 1992.

## Turneringsformat
Til holdkonkurrencen er der kvalificeret 8 nationer og denne disciplin afgøres over en enkelt konkurrence, hvor medaljerne uddeles til de tre bedste nationer. Et hold består af 9 udøvere, hvoraf der anvendes 8 udøvere i vandet til hver del-konkurrence. Kvalificerede nationer til holdkonkurrencen er automatisk også kvalificeret til duetten, hvor der udvælges to udøvere fra holdet. Til duetten er der yderligere kvalificeret 16 nationer, således at konkurrencen i alt har deltagelse af 24 nationer. Duetten afvikles over to runder, hvor der først afvikles en indledende runde og herefter finalen, hvor de 12 bedste nationer deltager.
Både duetten og holdkonkurrencen afvikles efter det samme system, hvor hver konkurrence afgøres over to del-konkurrencer – teknisk rutine og fri rutine. Begge rutiner bedømmes af et dommerpanel bestående af 10 dommere. Disse dommere giver karakterer fra 0 til 10 (med én decimal). Der bedømmes i to kategorier – teknisk og kunstnerisk udførelse, hvor 5 dommere dømmer i hver kategori. Under den tekniske udførelse vægtes udførelse, synkronisering og sværhedsgrad. Under den kunstneriske udførelse vægtes koreografi, den musiske fortolkning samt fremførelse. Scoren for den teknisk rutine og den frie rutine lægges sammen for at finde vinderen.

## Deltagende nationer
- Australien (8)
- Østrig (2)
- Hviderusland (2)
- Canada (8)
- Kina (8)
- Colombia (2)
- Egypten (8)
- Frankrig (2)
- Storbritannien (2)
- Grækenland (8)
- Israel (2)
- Italien (8)
- Japan (8)
- Kasakhstan (2)
- Liechtenstein (2)
- Mexico (2)
- Holland (2)
- Ruslands Olympiske Komité (8)
- Spanien (8)
- Sydafrika (2)
- Ukraine (8)
- USA (2)

## Medaljefordeling

### Medaljetabel
| Placering | Land                      | Guld | Sølv | Bronze | Total |
| --------- | ------------------------- | ---- | ---- | ------ | ----- |
| 1         | Ruslands Olympiske Komité | 2    | 0    | 0      | 2     |
| 2         | Kina                      | 0    | 2    | 0      | 2     |
| 3         | Ukraine                   | 0    | 0    | 2      | 2     |
| Total     | Total                     | 2    | 2    | 2      | 6     |

### Medaljevindere
| Event      | Guld | Sølv | Bronze |
| ---------- | --- | --- | --- |
| Damer duet | Ruslands Olympiske Komité · En Russer · En anden Russer | Kina · Huang Xuechen · Sun Wenyan                                                                                | Ukraine · Marta Fiedina · Anastasiya Savchuk |
| Damer hold | Ruslands Olympiske Komité · Vlada Chigireva · Marina Goliadkina · Svetlana Kolesnichenko · Polina Komar · Alexandra Patskevich · Svetlana Romashina · Alla Shishkina · Maria Shurochkina | Kina · Feng Yu · Guo Li · Huang Xuechen · Liang Xinping · Sun Wenyan · Wang Qianyi · Xiao Yanning · Yin Chengxin | Ukraine · Maryna Aleksiiva · Vladyslava Aleksiiva · Marta Fiedina · Kateryna Reznik · Anastasiya Savchuk · Alina Shynkarenko · Kseniya Sydorenko · Yelyzaveta Yakhno |